# Astragalus luteocarpus
Astragalus luteocarpus är en ärtväxtart som beskrevs av John Gilbert Baker. Astragalus luteocarpus ingår i släktet vedlar, och familjen ärtväxter. Inga underarter finns listade i Catalogue of Life.